# Jelle Vossen
Jelle Vossen (Bilzen, 22 maart 1989) is een Belgisch betaald voetballer die bij voorkeur als aanvaller speelt. Hij tekende in augustus 2015 een contract tot medio juni 2020 bij Club Brugge, dat hem voor een niet bekendgemaakte vergoeding overnam van Burnley. In de wintertransferperiode van 2020 nam
Zulte Waregem Vossen over van Club Brugge, waar hij toen amper aan spelen toe kwam. In mei 2009 debuteerde hij in het Belgisch voetbalelftal. Vossen is een zoon van gewezen voetballer Rudi Vossen.

## Carrière

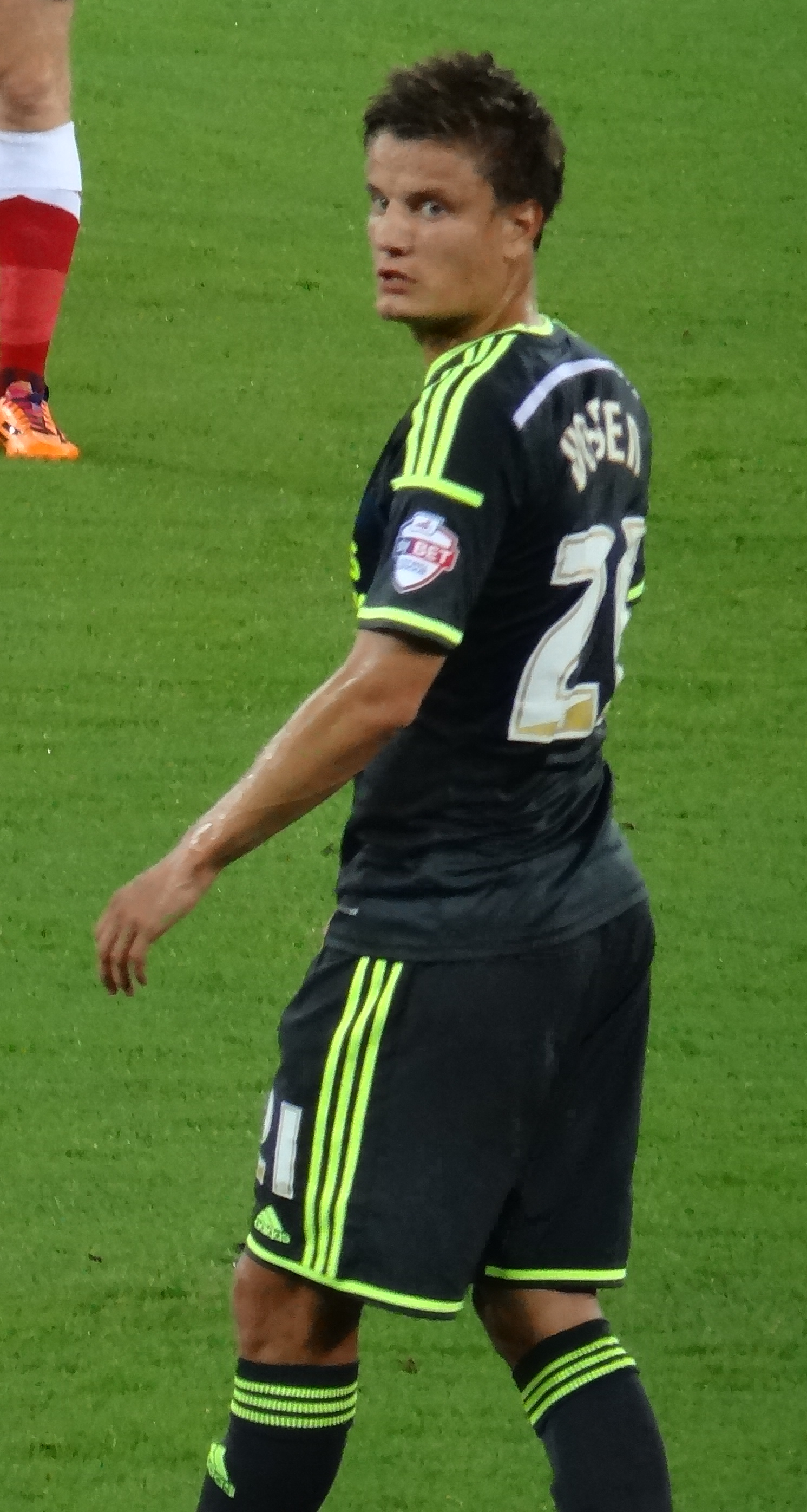
Vossen in actie voor Middlesbrough.

### Jeugd en begin profcarrière
Vossen begon met voetballen bij de plaatselijke voetbalclub van Eigenbilzen en later KSK Tongeren. Vossen is van nature een aanvallende middenvelder, maar kan ook als spits of hangende spits worden in gezet.
Vossen wordt bij KRC Genk gezien als het voorbeeld van de jeugdwerking. Hij is een van de jeugdspelers die bij KRC Genk zijn opgeleid. Tijdens het seizoen 2006/07 maakte hij een doelpunt tegen KSV Roeselare na een invalbeurt, zijn eerste op het hoogste niveau. In 2009 pakte hij met KRC Genk zijn eerste prijs door de Beker van België te winnen. Vossen kwam in de finale tegen KV Mechelen niet aan spelen toe maar hij maakte in de kwartfinale tegen AA Gent wel een belangrijk doelpunt.

### Uitlening aan Cercle Brugge
Tijdens het seizoen 2009/10 werd Jelle Vossen aan het Cercle Brugge van trainer Glen De Boeck uitgeleend. Daar kreeg de jonge aanvaller meer speelkansen en kon hij zich beter ontwikkelen. Bij zijn debuut tegen Sporting Charleroi scoorde hij meteen twee keer. Ook in zijn tweede wedstrijd tegen Germinal Beerschot scoorde hij. Verder scoorde Vossen nog regelmatig, maar viel hij uit na een zware blessure. Vossen voerde een tackle uit en brak zo zijn kuitbeen. Pas tijdens de play-offs kwam Vossen terug aan spelen toe.

### KRC Genk
In de zomer van 2010 keerde hij terug naar KRC Genk. Hij mocht van de club vertrekken, maar toen hij het seizoen opende met twee doelpunten in de eerste match tegen Germinal Beerschot, veroverde hij zelfs een vaste plaats in het elftal van trainer Frank Vercauteren. In de tweede wedstrijd van het seizoen scoorde hij tegen AA Gent. Hierna verlengde hij zijn contract bij KRC Genk tot 2015. Na 11 wedstrijden stond zijn teller al op veertien doelpunten, waardoor hij even een van de meest efficiënte spitsen in Europa werd. Ook in Europees verband trof hij regelmatig doel. In vier wedstrijden maakte hij evenveel keer een doelpunt, waaronder twee doelpunten tegen FC Porto.
Op de 16e speeldag, in de wedstrijd tegen Charleroi blesseerde Vossen zich aan de ligamenten van de enkel. Gevreesd werd dat hij in 2010 niet meer zou spelen. Zijn genezing verliep echter veel sneller dan gepland en op de 19e speeldag, in de wedstrijd tegen Eupen maakte hij zijn rentree, waarbij hij meteen twee keer de bal in het net schoot.
Op de 10e en laatste speeldag van de play-offs werd hij met KRC Genk Kampioen van België, in een rechtstreeks titelduel tegen concurrent Standard Luik. Hij was het hele seizoen topschutter in de competitie maar hij werd in de laatste wedstrijd van het seizoen nog voorbijgestoken door Ivan Perišić van Club Brugge.
Op 1 november 2011 maakte Vossen een doelpunt in de Champions League tegen Chelsea FC. Hierdoor werd het 1-1. Later maakte hij ook een doelpunt tegen Bayer Leverkusen. Deze wedstrijd eindigde eveneens op 1-1.
Op 9 mei 2013 mocht hij als aanvoerder van Genk de beker van België in de hoogte steken. Vossen maakte in de finale tegen Cercle Brugge ook het tweede en laatste doelpunt voor de Limburgers. Het was de tweede keer dat Vossen met Genk de beker veroverde.
Op 28 november 2013 maakte Vossen in de Europa League-wedstrijd tegen Dinamo Kiev op penalty zijn 100e doelpunt voor KRC Genk. In de lijst van clubtopschutters aller tijden moet hij enkel Branko Strupar laten voorgaan.
Op 22 januari 2014 kreeg hij tijdens de uitreiking van de Gouden Schoen de prijs voor Doelpunt van het Jaar. Zijn omhaal in de 1-0 gewonnen wedstrijd tegen Kortrijk haalde het voor doelpunten van Hans Vanaken en Mbaye Leye.

### Middlesbrough FC
Eind augustus 2014 werd bekend dat Vossen voor 1 jaar met optie tot aankoop wordt uitgeleend aan de Engelse tweedeklasser Middlesbrough FC. Hij maakte zijn debuut in de competitiewedstrijd tegen Huddersfield Town FC. Op 6 december 2014 wist Vossen voor het eerst te scoren voor de club, hij maakte drie doelpunten in de competitiewedstrijd tegen Millwall FC. Hij zou dat seizoen in alle competities samen veertig wedstrijden spelen en negen doelpunten maken.

### Burnley FC
In de zomer van 2015 tekende Vossen voor Burnley FC, dat net was gedegradeerd uit de Premier League.

### Club Brugge
Nog geen twee maanden later vertrok hij naar Club Brugge, waar hij een contract tekende tot medio juni 2020. Uitgerekend in de eerste wedstrijd tegen zijn ex-ploeg Racing Genk kroonde Vossen zich tot matchwinnaar door een kwartier voor tijd het winnende doelpunt te scoren.

### Zulte Waregem
Op 13 maart 2022 scoorde Vossen tegen KAS Eupen zijn 150e competitiegoal in de Jupiler Pro League. Vossen scoorde zijn jubileumgoal vanaf de strafschopstip, nadat hij eerder in de wedstrijd bijna vanaf zijn eigen speelhelft had gescoord. Met zijn 150e goal kwam hij de top tien binnen van topschutters in de Belgische hoogste divisie sinds de invoering van het profvoetbal in 1974. De ploeg waar hij de meeste competitiegoals tegen scoorde was Zulte Waregem, op dat moment zijn werkgever (zes keer als speler van KRC Genk en zes keer als speler van Club Brugge).
Na twee seizoenen in de Challenger Pro League slaagde Zulte Waregem erin om te promoveren naar de Jupiler Pro League. Jelle Vossen speelde hierin een sleutelrol door 15 doelpunten te maken en 2 assists te geven in de competitie, waarmee hij de topschutterstitel veroverde. Op 23 april 2025 kondigde Zulte Waregem aan dat Jelle Vossen zijn contract had verlengd tot 2026 en dus bij de club zou blijven.

## Statistieken
| Seizoen         | Club            | Land              | Competitie            | Competitie | Competitie | Play-offs (B) League Cup (E) | Play-offs (B) League Cup (E) | Beker | Beker | Supercup | Supercup | Europa | Europa | Totaal | Totaal |
| Seizoen         | Club            | Land              | Competitie            | Wed.       | Dlp.       | Wed.                         | Dlp.                         | Wed.  | Dlp.  | Wed.     | Dlp.     | Wed.   | Dlp.   | Wed.   | Dlp.   |
| --------------- | --------------- | ----------------- | --------------------- | ---------- | ---------- | ---------------------------- | ---------------------------- | ----- | ----- | -------- | -------- | ------ | ------ | ------ | ------ |
| 2006-07         | KRC Genk        | Vlag van België   | Jupiler Pro League    | 8          | 1          | —                            | —                            | —     | —     | —        | —        | —      | —      | 8      | 1      |
| 2007-08         | KRC Genk        | Vlag van België   | Jupiler Pro League    | 17         | 3          | —                            | —                            | 1     | 0     | —        | —        | —      | —      | 18     | 3      |
| 2008-09         | KRC Genk        | Vlag van België   | Jupiler Pro League    | 20         | 4          | —                            | —                            | 5     | 2     | —        | —        | —      | —      | 25     | 6      |
| 2009-10         | KRC Genk        | Vlag van België   | Jupiler Pro League    | 3          | 0          | —                            | —                            | —     | —     | —        | —        | —      | —      | 3      | 0      |
| 2009-10         | → Cercle Brugge | Vlag van België   | Jupiler Pro League    | 11         | 6          | 6                            | 0                            | 6     | 2     | —        | —        | —      | —      | 23     | 8      |
| 2010-11         | KRC Genk        | Vlag van België   | Jupiler Pro League    | 27         | 17         | 10                           | 3                            | 1     | 0     | —        | —        | 3      | 4      | 41     | 24     |
| 2011-12         | KRC Genk        | Vlag van België   | Jupiler Pro League    | 27         | 13         | 9                            | 7                            | 2     | 2     | 1        | 0        | 10     | 5      | 49     | 27     |
| 2012-13         | KRC Genk        | Vlag van België   | Jupiler Pro League    | 25         | 16         | 7                            | 1                            | 6     | 4     | —        | —        | 11     | 4      | 48     | 25     |
| 2013-14         | KRC Genk        | Vlag van België   | Jupiler Pro League    | 29         | 11         | 9                            | 1                            | 4     | 2     | 1        | 0        | 10     | 5      | 53     | 19     |
| 2014-15         | KRC Genk        | Vlag van België   | Jupiler Pro League    | 2          | 0          | —                            | —                            | —     | —     | —        | —        | —      | —      | 2      | 0      |
| 2014-15         | → Middlesbrough | Vlag van Engeland | Championship          | 36         | 8          | 1                            | 0                            | 3     | 1     | —        | —        | —      | —      | 40     | 9      |
| 2015-16         | Burnley FC      | Vlag van Engeland | Championship          | 4          | 0          | 1                            | 0                            | —     | —     | —        | —        | —      | —      | 5      | 0      |
| 2015-16         | Club Brugge     | Vlag van België   | Jupiler Pro League    | 22         | 11         | 9                            | 3                            | 5     | 1     | —        | —        | 5      | 1      | 41     | 16     |
| 2016/17         | Club Brugge     | Vlag van België   | Jupiler Pro League    | 30         | 15         | 9                            | 1                            | 1     | 1     | 1        | 0        | 4      | 1      | 45     | 18     |
| 2017/18         | Club Brugge     | Vlag van België   | Jupiler Pro League    | 23         | 5          | 5                            | 2                            | 4     | 2     | —        | —        | 3      | 0      | 35     | 9      |
| 2018/19         | Club Brugge     | Vlag van België   | Jupiler Pro League    | 10         | 4          | 4                            | 1                            | 1     | 0     | 1        | 0        | 2      | 0      | 18     | 5      |
| 2019/20         | Club Brugge     | Vlag van België   | Jupiler Pro League    | 2          | 0          | —                            | —                            | —     | —     | —        | —        | —      | —      | 2      | 0      |
| 2019/20         | Zulte Waregem   | Vlag van België   | Jupiler Pro League    | 6          | 2          | —                            | —                            | —     | —     | —        | —        | —      | —      | 6      | 2      |
| 2020/21         | Zulte Waregem   | Vlag van België   | Jupiler Pro League    | 29         | 6          | —                            | —                            | 1     | 0     | —        | —        | —      | —      | 30     | 6      |
| 2021/22         | Zulte Waregem   | Vlag van België   | Jupiler Pro League    | 30         | 17         | —                            | —                            | 2     | 1     | —        | —        | —      | —      | 32     | 18     |
| 2022/23         | Zulte Waregem   | Vlag van België   | Jupiler Pro League    | 31         | 9          | —                            | —                            | 3     | 0     | —        | —        | —      | —      | 34     | 9      |
| 2023/24         | Zulte Waregem   | Vlag van België   | Challenger Pro League | 26         | 13         | 2                            | 1                            | 3     | 1     | —        | —        | —      | —      | 31     | 15     |
| 2024/25         | Zulte Waregem   | Vlag van België   | Challenger Pro League | 24         | 15         | —                            | —                            | 3     | 1     | —        | —        | —      | —      | 27     | 16     |
| Carrière totaal | Carrière totaal | Carrière totaal   | Carrière totaal       | 442        | 176        | 72                           | 20                           | 51    | 20    | 4        | 0        | 48     | 20     | 617    | 236    |

## Interlandcarrière
In mei 2009 werd hij door toenmalig bondscoach Frank Vercauteren opgenomen in de selectie voor de Kirin Cup. Hij maakte zijn debuut voor de Rode Duivels op 29 mei 2009 tegen Chili.
Vossen werd opnieuw opgeroepen voor de Rode Duivels tijdens de kwalificatieronde voor Euro 2012. Vossen gaf in de wedstrijd tegen Kazachstan twee assists aan zijn ploegmaat Marvin Ogunjimi. Vijf dagen later deed hij het nog beter, door tegen Oostenrijk te scoren in een 4-4 gelijkspel. Het was zijn eerste doelpunt voor de nationale ploeg.
| Interlands van Jelle Vossen voor België | Interlands van Jelle Vossen voor België | Interlands van Jelle Vossen voor België | Interlands van Jelle Vossen voor België | Interlands van Jelle Vossen voor België | Interlands van Jelle Vossen voor België | Interlands van Jelle Vossen voor België |
| №                                       | Datum                                   | Wedstrijd                               | Uitslag                                 | Soort wedstrijd                         | Doelpunten                              | Assists                                 |
| Als speler bij Cercle Brugge            | Als speler bij Cercle Brugge            | Als speler bij Cercle Brugge            | Als speler bij Cercle Brugge            | Als speler bij Cercle Brugge            | Als speler bij Cercle Brugge            | Als speler bij Cercle Brugge            |
| --------------------------------------- | --------------------------------------- | --------------------------------------- | --------------------------------------- | --------------------------------------- | --------------------------------------- | --------------------------------------- |
| 1                                       | 29 mei 2009                             | België - Chili                          | 1 - 1                                   | Vriendschappelijk                       | -                                       | -                                       |
| 2                                       | 31 mei 2009                             | Japan - België                          | 4 - 0                                   | Vriendschappelijk                       | -                                       | -                                       |
| Als speler bij KRC Genk                 |                                         |                                         |                                         |                                         |                                         |                                         |
| 3                                       | 3 september 2010                        | België - Duitsland                      | 0 - 1                                   | kwalificatie EK 2012                    | -                                       | -                                       |
| 4                                       | 8 oktober 2010                          | Kazachstan - België                     | 0 - 2                                   | kwalificatie EK 2012                    | -                                       | 2                                       |
| 5                                       | 12 oktober 2010                         | België - Oostenrijk                     | 4 - 4                                   | kwalificatie EK 2012                    | 11'                                     | -                                       |
| 6                                       | 17 november 2010                        | Rusland - België                        | 0 - 2                                   | Vriendschappelijk                       | -                                       | -                                       |
| 7                                       | 29 maart 2011                           | België - Azerbeidzjan                   | 4 - 1                                   | kwalificatie EK 2012                    | 74'                                     | -                                       |
| 8                                       | 3 juni 2011                             | België - Turkije                        | 1 - 1                                   | kwalificatie EK 2012                    | -                                       | -                                       |
| 9                                       | 11 november 2011                        | België - Roemenië                       | 2 - 1                                   | Vriendschappelijk                       | -                                       | -                                       |
| 10                                      | 15 november 2011                        | Frankrijk - België                      | 0 - 0                                   | Vriendschappelijk                       | -                                       | -                                       |
| 11                                      | 14 november 2012                        | Roemenië - België                       | 2 - 1                                   | Vriendschappelijk                       | -                                       | -                                       |
| 12                                      | 19 november 2013                        | België - Japan                          | 2 - 3                                   | Vriendschappelijk                       | -                                       | -                                       |
| Totaal                                  | Totaal                                  | Totaal                                  | Totaal                                  | Totaal                                  | 2                                       |                                         |

Bijgewerkt t/m 13 november 2013

## Palmares

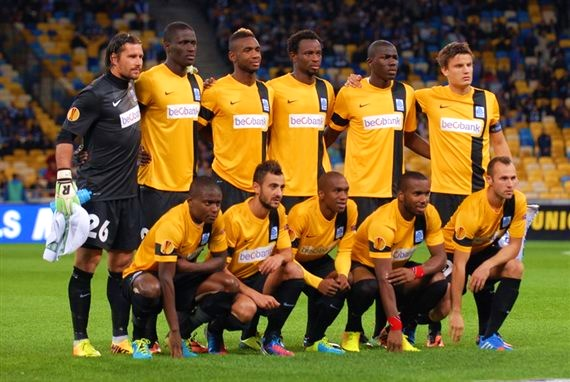
Vossen met KRC Genk (bovenste rij, helemaal rechts) voor aanvang van de wedstrijd tegen Dynamo Kiev.

| Competitie         |          |                  |          |          |
| Competitie         | Aantal   | Jaren            |          |          |
| KRC Genk           | KRC Genk | KRC Genk         | KRC Genk | KRC Genk |
| ------------------ | -------- | ---------------- | -------- | -------- |
| Belgisch kampioen  | 1x       | 2010/11          |          |          |
| Belgische Supercup | 1x       | 2011             |          |          |
| Beker van België   | 2x       | 2009, 2013       |          |          |
| Club Brugge        |          |                  |          |          |
| Belgisch kampioen  | 2x       | 2015/16, 2017/18 |          |          |
| Belgische Supercup | 2x       | 2016, 2018       |          |          |

## Trivia
- Zijn vader Rudi Vossen was ook profvoetballer bij onder andere KFC Winterslag en KRC Genk, hij speelde als linksachter. Na zijn spelerscarrière ging hij aan de slag bij Ford Genk.
- In 2019 nam hij deel aan De Slimste Mens ter Wereld waarin hij 4 afleveringen te zien was.